# Tournoi féminin de basket-ball aux Jeux olympiques d'été de 2016
Cet article traite de l'épreuve féminine. Pour la compétition masculine, voir Tournoi masculin de basket-ball aux Jeux olympiques d'été de 2016.
Navigation
Londres 2012 Tokyo 2020
Le tournoi féminin de basket-ball aux Jeux olympiques d'été de 2016 se tient à Rio de Janeiro, au Brésil, du 6 au 19 août 2016. Les matchs du premier tour ont tous lieu au sein de la Youth Arena, tandis que les phases finales se déroulent à la Carioca Arena.
Les fédérations affiliées à la FIBA participent par le biais de leur équipe féminine aux épreuves de qualification. Onze équipes rejoignent ainsi le Brésil, nation hôte de la compétition, pour s'affronter lors du tournoi final.
L'équipe des États-Unis s'adjuge son huitième titre, son sixième consécutif depuis les Jeux olympiques de 1996 à Atlanta. L'Espagne s'octroie sa première médaille olympique en remportant la médaille d'argent. La Serbie termine pour la première fois sur un podium olympique en remportant la médaille de bronze après avoir battu la France lors de la petite finale.
Lors de cette compétition, sur les trente-huit rencontres disputées (trente au premier tour et huit en phase finale), seule une a nécessité une prolongation au premier tour dans le groupe A. Cette rencontre a été remportée par la Turquie face au pays organisateur le Brésil (79-76).

## Préparation de l'événement

### Désignation du pays hôte
La commission exécutive du Comité international olympique a sélectionné le 4 juin 2008 quatre villes candidates parmi une liste de sept villes postulant à la candidature. Les quatre villes retenues (Chicago, Madrid, Rio de Janeiro et Tokyo) ont alors entamé la deuxième phase de la procédure.
À l'issue de celle-ci, le 2 octobre 2009 à Copenhague, après avoir étudié les dossiers de chaque ville, le jury désigne Rio de Janeiro comme ville hôte des Jeux olympiques de 2016 au terme de trois tours de scrutin. Lors du dernier tour, la ville brésilienne devance Madrid de trente-quatre voix.

## Acteurs du tournoi

### Équipes qualifiées
Chaque Comité national olympique peut engager une seule équipe dans la compétition.
Les épreuves qualificatives du tournoi féminin de basket-ball des Jeux olympiques se déroulent du 27 septembre 2014 au 19 juin 2016. En tant que pays hôte, le Brésil est qualifié d'office, tandis que les autres équipes passent par différents modes de qualifications continentales.
| Compétition                        | Date                        | Lieu                        | Places | Qualifiés                                |
| ---------------------------------- | --------------------------- | --------------------------- | ------ | ---------------------------------------- |
| Pays organisateur                  | 2 octobre 2009              | Copenhague, Danemark        | 1      | Brésil                                   |
| Championnat du monde 2014          | 27 septembre-5 octobre 2014 | Turquie                     | 1      | États-Unis                               |
| Championnat d'Europe 2015          | 11-28 juin 2015             | Hongrie- Roumanie           | 1      | Serbie                                   |
| Championnat des Amériques 2015     | 9-16 août 2015              | Edmonton, Canada            | 1      | Canada                                   |
| Championnat d'Océanie 2015         | 15-17 août 2015             | Australie- Nouvelle-Zélande | 1      | Australie                                |
| Championnat d'Asie 2015            | 29 août-5 septembre 2015    | Wuhan, Chine                | 1      | Japon                                    |
| Championnat d'Afrique 2015         | 24 septembre-3 octobre 2015 | Yaoundé, Cameroun           | 1      | Sénégal                                  |
| Tournoi de qualification olympique | 13-19 juin 2016             | Nantes, France              | 5      | Biélorussie Chine Espagne France Turquie |
| Total                              |                             |                             | 12     |                                          |

### Arbitres
La Fédération internationale de basket-ball (FIBA) a sélectionné trente arbitres pour les deux tournois masculin et féminin :
| - OMA Ahmed Al-Bulushi - USA Steven Anderson - AUS Scott Paul Beker - SRB Ilija Belošević - MAR Chahinaz Boussetta - GRE Chrístos Christodoúlou - DOM Natalia Cuello - CHN Zhu Duan - ESP Juan Carlos González - USA Lauren Holtkamp | - KOR Hwang In-tae - SLO Damir Javor - ANG Carlos Júlio - LAT Oļegs Latiševs - CAN Karen Lasuik - ARG Leandro Lezcano - BRA Guilherme Locatelli - GER Robert Lottermoser - BRA Cristiano Maranho - AUS Vaughan Charles Mayberry | - GER Anne Panther - PHI Ferdinand Pascual - POL Piotr Pastusiak - CRO Sreten Radović - MEX José Reyes - UKR Borys Ryzhyk - CAN Stephen Seibel - PUR Roberto Vázquez - FRA Eddie Viator - CIV Nadège Zouzou |

### Joueuses
Les règles n'autorisant qu'une seule joueuse naturalisée par équipe, trois Américaines se retrouvent ainsi dans des équipes d'autres pays bien que sans lien avec ces contrées avant leur carrière sportive : Lindsey Harding pour la Biélorussie, Lara Sanders pour la Turquie et Danielle Page pour la Serbie, suivant ainsi la voie tracée par Becky Hammon qui a disputé les Jeux de 2008 puis de 2012 avec la Russie.
Née aux États-Unis, la meneuse de l'équipe d'Australie Leilani Mitchell est également naturalisée, mais sa mère était australienne.
Originaire de Saint-Vincent-et-les-Grenadines Sancho Lyttle se blesse en WNBA peu avant le début de la compétition, ce qui permet à l'équipe d'Espagne d'aligner la sénégalaise naturalisée Astou Ndour. De même, la capitaine de l'équipe de France Isabelle Yacoubou est d'origine béninoise.

### Tirage au sort
Un premier tirage au sort partiel a eu lieu le 11 mars 2016, avant de connaître les résultats du tournoi de qualification olympique. Le 19 juin, à la suite du TQO en France, les dernières équipes qualifiées sont réparties aux places restantes par un nouveau tirage au sort.

## Premier tour

### Format de la compétition
Les douze équipes qualifiées sont réparties en deux groupes de six. Chaque équipe marque deux points en cas de victoire, un point en cas de défaite et de défaite par défaut (l'équipe est réduite à deux joueuses sur le terrain) et zéro point en cas de forfait (impossibilité pour une équipe d'aligner cinq joueuses au départ du match).
Pour départager les équipes à la fin des matchs de poule, en cas d'égalité de points, le CIO a décidé d'appliquer les critères de la FIBA. Les équipes sont départagées suivant les critères suivants (dans l'ordre):
1. résultat des matchs particuliers ;
2. différence entre points marqués et encaissés entre les équipes concernées ;
3. différence entre points marqués et encaissés de tous les matchs joués ;
4. plus grand nombre de points marqués.

Les équipes terminant aux quatre premières places sont qualifiées pour le tournoi final à élimination directe.
| Légende                                                               |
| --------------------------------------------------------------------- |
| Les quatre meilleures équipes se qualifient pour les quarts de finale |
| Les deux dernières équipes sont éliminées du tournoi                  |

### Groupe A

#### Classement
| Rang | Équipe            | Pts | J | G | P | Pp  | Pc  | Diff |
| ---- | ----------------- | --- | - | - | - | --- | --- | ---- |
| 1    | Australie         | 10  | 5 | 5 | 0 | 400 | 345 | 55   |
| 2    | France (1-1, +8)  | 8   | 5 | 3 | 2 | 344 | 343 | 1    |
| 3    | Turquie (1-1, –2) | 8   | 5 | 3 | 2 | 324 | 325 | -1   |
| 4    | Japon (1-1, –6)   | 8   | 5 | 3 | 2 | 386 | 378 | 8    |
| 5    | Biélorussie       | 6   | 5 | 1 | 4 | 347 | 361 | -14  |
| 6    | Brésil            | 5   | 5 | 0 | 5 | 335 | 384 | -49  |

#### Matchs
| 6 août 2016 12h00 (UTC−03:00) | Rapport | Turquie                                          | 39-55                               | France                                          |  | Youth Arena, Rio de Janeiro Affluence : 2 042 Arbitres : Paul Scott Beker Nathalie Cuello Guilherme Locatelli |
| 6 août 2016 12h00 (UTC−03:00) | Rapport | Score par quart-temps : 16-8, 3-14, 16-19, 4-14  |                                     |                                                 |  | Youth Arena, Rio de Janeiro Affluence : 2 042 Arbitres : Paul Scott Beker Nathalie Cuello Guilherme Locatelli |
| 6 août 2016 12h00 (UTC−03:00) | Rapport | Score par mi-temps : 19-22, 20-33                |                                     |                                                 |  | Youth Arena, Rio de Janeiro Affluence : 2 042 Arbitres : Paul Scott Beker Nathalie Cuello Guilherme Locatelli |
| 6 août 2016 12h00 (UTC−03:00) | Rapport | Yılmaz 16 Yılmaz 6 Vardarlı Demirmen 5 Yılmaz 18 | Points Rebonds Passes d. Évaluation | Michel, Miyem 14 Yacoubou 11 Époupa 5 Michel 23 |  | Youth Arena, Rio de Janeiro Affluence : 2 042 Arbitres : Paul Scott Beker Nathalie Cuello Guilherme Locatelli |

| 6 août 2016 17h30 (UTC−03:00) | Feuille de match | Brésil                                             | 66-84                               | Australie                                   |  | Youth Arena, Rio de Janeiro Affluence : 2 368 Arbitres : Ilija Belošević, Karen Lasuik, Piotr Pastusiak |
| 6 août 2016 17h30 (UTC−03:00) | Feuille de match | Score par quart-temps : 24-14, 15-21, 14-22, 13-27 |                                     |                                             |  | Youth Arena, Rio de Janeiro Affluence : 2 368 Arbitres : Ilija Belošević, Karen Lasuik, Piotr Pastusiak |
| 6 août 2016 17h30 (UTC−03:00) | Feuille de match | Score par mi-temps : 39-35, 27-49                  |                                     |                                             |  | Youth Arena, Rio de Janeiro Affluence : 2 368 Arbitres : Ilija Belošević, Karen Lasuik, Piotr Pastusiak |
| 6 août 2016 17h30 (UTC−03:00) | Feuille de match | Iziane 25 Clarissa 13 Adriana 7 Clarissa 23        | Points Rebonds Passes d. Évaluation | Cambage 20 Cambage 14 Mitchell 6 Cambage 22 |  | Youth Arena, Rio de Janeiro Affluence : 2 368 Arbitres : Ilija Belošević, Karen Lasuik, Piotr Pastusiak |

| 6 août 2016 19h45 (UTC−03:00) | Feuille de match | Biélorussie                                          | 73-77                               | Japon                                      |  | Youth Arena, Rio de Janeiro Affluence : 2 586 Arbitres : Damir Javor, Chahinaz Bousseta, Intae Hwang |
| 6 août 2016 19h45 (UTC−03:00) | Feuille de match | Score par quart-temps : 21-26, 19-15, 20-19, 13-17   |                                     |                                            |  | Youth Arena, Rio de Janeiro Affluence : 2 586 Arbitres : Damir Javor, Chahinaz Bousseta, Intae Hwang |
| 6 août 2016 19h45 (UTC−03:00) | Feuille de match | Score par mi-temps : 40-41, 33-36                    |                                     |                                            |  | Youth Arena, Rio de Janeiro Affluence : 2 586 Arbitres : Damir Javor, Chahinaz Bousseta, Intae Hwang |
| 6 août 2016 19h45 (UTC−03:00) | Feuille de match | Lewtchanka 15 Verameyenka 10 Harding 5 Lewtchanka 23 | Points Rebonds Passes d. Évaluation | Kurihara 20 Yoshida 9 Yoshida 8 Yoshida 21 |  | Youth Arena, Rio de Janeiro Affluence : 2 586 Arbitres : Damir Javor, Chahinaz Bousseta, Intae Hwang |

| 7 août 2016 17h30 (UTC−03:00) | Feuille de match | Australie                                          | 61-56                               | Turquie                                             |  | Youth Arena, Rio de Janeiro Affluence : 1 853 Arbitres : Anne Panther, Leandro Lezcano, Carlos Peruga |
| 7 août 2016 17h30 (UTC−03:00) | Feuille de match | Score par quart-temps : 12-15, 14-14, 17-12, 18-15 |                                     |                                                     |  | Youth Arena, Rio de Janeiro Affluence : 1 853 Arbitres : Anne Panther, Leandro Lezcano, Carlos Peruga |
| 7 août 2016 17h30 (UTC−03:00) | Feuille de match | Score par mi-temps : 26-29, 35-27                  |                                     |                                                     |  | Youth Arena, Rio de Janeiro Affluence : 1 853 Arbitres : Anne Panther, Leandro Lezcano, Carlos Peruga |
| 7 août 2016 17h30 (UTC−03:00) | Feuille de match | Cambage 22 Cambage 11 Taylor 3 Cambage 22          | Points Rebonds Passes d. Évaluation | Sanders 25 Sanders 7 Vardarlı Demirmen 7 Sanders 23 |  | Youth Arena, Rio de Janeiro Affluence : 1 853 Arbitres : Anne Panther, Leandro Lezcano, Carlos Peruga |

| 7 août 2016 19h45 (UTC−03:00) | Feuille de match | France                                             | 73-72                               | Biélorussie                                            |  | Youth Arena, Rio de Janeiro Affluence : 2 075 Arbitres : Ferdinand Pascual, Vaughan Mayberry, Zhu Duan |
| 7 août 2016 19h45 (UTC−03:00) | Feuille de match | Score par quart-temps : 14-22, 20-20, 18-11, 21-19 |                                     |                                                        |  | Youth Arena, Rio de Janeiro Affluence : 2 075 Arbitres : Ferdinand Pascual, Vaughan Mayberry, Zhu Duan |
| 7 août 2016 19h45 (UTC−03:00) | Feuille de match | Score par mi-temps : 34-42, 39-30                  |                                     |                                                        |  | Youth Arena, Rio de Janeiro Affluence : 2 075 Arbitres : Ferdinand Pascual, Vaughan Mayberry, Zhu Duan |
| 7 août 2016 19h45 (UTC−03:00) | Feuille de match | Époupa 16 Michel 8 Époupa 5 Époupa 22              | Points Rebonds Passes d. Évaluation | Likhvarovitch 16 Lewtchanka 13 Harding 8 Lewtchanka 21 |  | Youth Arena, Rio de Janeiro Affluence : 2 075 Arbitres : Ferdinand Pascual, Vaughan Mayberry, Zhu Duan |

| 8 août 2016 17h30 (UTC−03:00) | Feuille de match | Japon                                             | 82-66                               | Brésil                                      |  | Youth Arena, Rio de Janeiro Affluence : 2 624 Arbitres : José Reyes, Carlos Peruga, Nadège Zouzou |
| 8 août 2016 17h30 (UTC−03:00) | Feuille de match | Score par quart-temps : 19-20, 28-13, 26-19, 9-14 |                                     |                                             |  | Youth Arena, Rio de Janeiro Affluence : 2 624 Arbitres : José Reyes, Carlos Peruga, Nadège Zouzou |
| 8 août 2016 17h30 (UTC−03:00) | Feuille de match | Score par mi-temps : 47-33, 35-33                 |                                     |                                             |  | Youth Arena, Rio de Janeiro Affluence : 2 624 Arbitres : José Reyes, Carlos Peruga, Nadège Zouzou |
| 8 août 2016 17h30 (UTC−03:00) | Feuille de match | Tokashiki 23 Tokashiki 9 Yoshida 11 Tokashiki 33  | Points Rebonds Passes d. Évaluation | Iziane 20 Clarissa 16 Adriana 6 Clarissa 19 |  | Youth Arena, Rio de Janeiro Affluence : 2 624 Arbitres : José Reyes, Carlos Peruga, Nadège Zouzou |

| 9 août 2016 12h15 (UTC−03:00) | Feuille de match | Australie                                          | 89-71                               | France                                  |  | Youth Arena, Rio de Janeiro Affluence : 1 481 Arbitres : Borys Ryzyk, Zhu Duan, Intae Hwang |
| 9 août 2016 12h15 (UTC−03:00) | Feuille de match | Score par quart-temps : 21-19, 25-10, 23-21, 20-21 |                                     |                                         |  | Youth Arena, Rio de Janeiro Affluence : 1 481 Arbitres : Borys Ryzyk, Zhu Duan, Intae Hwang |
| 9 août 2016 12h15 (UTC−03:00) | Feuille de match | Score par mi-temps : 46-29, 43-42                  |                                     |                                         |  | Youth Arena, Rio de Janeiro Affluence : 1 481 Arbitres : Borys Ryzyk, Zhu Duan, Intae Hwang |
| 9 août 2016 12h15 (UTC−03:00) | Feuille de match | Taylor 31 Cambage 7 Taylor 9 Taylor 44             | Points Rebonds Passes d. Évaluation | Époupa 15 Époupa 7 Bouderra 4 Époupa 25 |  | Youth Arena, Rio de Janeiro Affluence : 1 481 Arbitres : Borys Ryzyk, Zhu Duan, Intae Hwang |

| 9 août 2016 15h30 (UTC−03:00) | Feuille de match | Brésil                                             | 63-65                               | Biélorussie                                          |  | Youth Arena, Rio de Janeiro Affluence : 2 075 Arbitres : Stefan Radović, Natalia Cuello, Leandro Lezcano |
| 9 août 2016 15h30 (UTC−03:00) | Feuille de match | Score par quart-temps : 28-16, 12-19, 10-15, 13-15 |                                     |                                                      |  | Youth Arena, Rio de Janeiro Affluence : 2 075 Arbitres : Stefan Radović, Natalia Cuello, Leandro Lezcano |
| 9 août 2016 15h30 (UTC−03:00) | Feuille de match | Score par mi-temps : 40-35, 23-30                  |                                     |                                                      |  | Youth Arena, Rio de Janeiro Affluence : 2 075 Arbitres : Stefan Radović, Natalia Cuello, Leandro Lezcano |
| 9 août 2016 15h30 (UTC−03:00) | Feuille de match | Damiris 23 Clarissa 11 Adriana 4 Damiris 27        | Points Rebonds Passes d. Évaluation | Troïna 18 Verameyenka 6 Harding 6 Troïna, Harding 16 |  | Youth Arena, Rio de Janeiro Affluence : 2 075 Arbitres : Stefan Radović, Natalia Cuello, Leandro Lezcano |

| 9 août 2016 17h45 (UTC−03:00) | Feuille de match | Turquie                                           | 76-62                               | Japon                                           |  | Youth Arena, Rio de Janeiro Affluence : 2 624 Arbitres : Oļegs Latiševs, Chahinaz Boussetta, Ferdinand Pascual |
| 9 août 2016 17h45 (UTC−03:00) | Feuille de match | Score par quart-temps : 24-9, 14-14, 19-16, 19-23 |                                     |                                                 |  | Youth Arena, Rio de Janeiro Affluence : 2 624 Arbitres : Oļegs Latiševs, Chahinaz Boussetta, Ferdinand Pascual |
| 9 août 2016 17h45 (UTC−03:00) | Feuille de match | Score par mi-temps : 38-23, 38-39                 |                                     |                                                 |  | Youth Arena, Rio de Janeiro Affluence : 2 624 Arbitres : Oļegs Latiševs, Chahinaz Boussetta, Ferdinand Pascual |
| 9 août 2016 17h45 (UTC−03:00) | Feuille de match | Sanders 36 Çağlar 9 Alben 5 Sanders 40            | Points Rebonds Passes d. Évaluation | Tokashiki 13 Tokashiki 7 Yoshida 7 Tokashiki 18 |  | Youth Arena, Rio de Janeiro Affluence : 2 624 Arbitres : Oļegs Latiševs, Chahinaz Boussetta, Ferdinand Pascual |

| 11 août 2016 12h15 (UTC−03:00) | Feuille de match | Biélorussie                                           | 71-74                               | Turquie                                             |  | Youth Arena, Rio de Janeiro Affluence : 1 784 Arbitres : Carlos Peruga, Intae Hwang, Carlos Júlio |
| 11 août 2016 12h15 (UTC−03:00) | Feuille de match | Score par quart-temps : 19-13, 14-20, 21-24, 17-17    |                                     |                                                     |  | Youth Arena, Rio de Janeiro Affluence : 1 784 Arbitres : Carlos Peruga, Intae Hwang, Carlos Júlio |
| 11 août 2016 12h15 (UTC−03:00) | Feuille de match | Score par mi-temps : 33-33, 38-41                     |                                     |                                                     |  | Youth Arena, Rio de Janeiro Affluence : 1 784 Arbitres : Carlos Peruga, Intae Hwang, Carlos Júlio |
| 11 août 2016 12h15 (UTC−03:00) | Feuille de match | Harding 17 Lewtchanka 10 Verameyenka 7 Verameyenka 20 | Points Rebonds Passes d. Évaluation | Yılmaz 26 Sanders 11 Vardarlı Demirmen 7 Sanders 28 |  | Youth Arena, Rio de Janeiro Affluence : 1 784 Arbitres : Carlos Peruga, Intae Hwang, Carlos Júlio |

| 11 août 2016 15h30 (UTC−03:00) | Feuille de match | France                                            | 74-64                               | Brésil                                                        |  | Youth Arena, Rio de Janeiro Affluence : 3 128 Arbitres : Juan Carlos García, Karen Lasuik, Ferdinand Pascual |
| 11 août 2016 15h30 (UTC−03:00) | Feuille de match | Score par quart-temps : 20-20, 15-9, 22-19, 17-16 |                                     |                                                               |  | Youth Arena, Rio de Janeiro Affluence : 3 128 Arbitres : Juan Carlos García, Karen Lasuik, Ferdinand Pascual |
| 11 août 2016 15h30 (UTC−03:00) | Feuille de match | Score par mi-temps : 35-29, 39-35                 |                                     |                                                               |  | Youth Arena, Rio de Janeiro Affluence : 3 128 Arbitres : Juan Carlos García, Karen Lasuik, Ferdinand Pascual |
| 11 août 2016 15h30 (UTC−03:00) | Feuille de match | Skrela 18 Gruda 10 Époupa 7 Gruda 20              | Points Rebonds Passes d. Évaluation | Damiris 21 Clarissa 10 Adriana, Cristina, Iziane 5 Damiris 22 |  | Youth Arena, Rio de Janeiro Affluence : 3 128 Arbitres : Juan Carlos García, Karen Lasuik, Ferdinand Pascual |

| 11 août 2016 17h45 (UTC−03:00) | Feuille de match | Japon                                                     | 86-92                               | Australie                                           |  | Youth Arena, Rio de Janeiro Affluence : 3 315 Arbitres : Anne Panther Leandro Lezcano Ahmed Al-Bulushi |
| 11 août 2016 17h45 (UTC−03:00) | Feuille de match | Score par quart-temps : 24-23, 26-25, 21-11, 15-33        |                                     |                                                     |  | Youth Arena, Rio de Janeiro Affluence : 3 315 Arbitres : Anne Panther Leandro Lezcano Ahmed Al-Bulushi |
| 11 août 2016 17h45 (UTC−03:00) | Feuille de match | Score par mi-temps : 50-48, 36-44                         |                                     |                                                     |  | Youth Arena, Rio de Janeiro Affluence : 3 315 Arbitres : Anne Panther Leandro Lezcano Ahmed Al-Bulushi |
| 11 août 2016 17h45 (UTC−03:00) | Feuille de match | Tokashiki 23 Kurihara, Tokashiki 7 Yoshida 11 Kurihara 26 | Points Rebonds Passes d. Évaluation | Cambage 37 Cambage 10 Mitchell, Taylor 7 Cambage 42 |  | Youth Arena, Rio de Janeiro Affluence : 3 315 Arbitres : Anne Panther Leandro Lezcano Ahmed Al-Bulushi |

| 13 août 2016 12h15 (UTC−03:00) | Rapport | Australie                                         | 74-66                               | Biélorussie                                                          |  | Youth Arena, Rio de Janeiro Affluence : 3 081 Arbitres : Karen Lasuik Duan Zhu Nadège Zouzou |
| 13 août 2016 12h15 (UTC−03:00) | Rapport | Score par quart-temps : 22-25, 14-14, 16-20, 22-7 |                                     |                                                                      |  | Youth Arena, Rio de Janeiro Affluence : 3 081 Arbitres : Karen Lasuik Duan Zhu Nadège Zouzou |
| 13 août 2016 12h15 (UTC−03:00) | Rapport | Score par mi-temps : 36-39, 38-27                 |                                     |                                                                      |  | Youth Arena, Rio de Janeiro Affluence : 3 081 Arbitres : Karen Lasuik Duan Zhu Nadège Zouzou |
| 13 août 2016 12h15 (UTC−03:00) | Rapport | Cambage 17 Cambage 9 Lavey 6 Cambage 16           | Points Rebonds Passes d. Évaluation | Harding 16 Lewtchanka 7 Likhtarovitch, Lewtchanka 4 Likhtarovitch 20 |  | Youth Arena, Rio de Janeiro Affluence : 3 081 Arbitres : Karen Lasuik Duan Zhu Nadège Zouzou |

| 13 août 2016 15h30 (UTC−03:00) | Rapport | Turquie                                                            | 79-76                               | Brésil                                     | a2p | Youth Arena, Rio de Janeiro Affluence : 3 075 Arbitres : Juan Carlos García Hwang In-tae Piotr Pastusiak |
| 13 août 2016 15h30 (UTC−03:00) | Rapport | Score par quart-temps : 8-15, 12-21, 21-11, 19-13, OT : 10-10, 9-6 |                                     |                                            | a2p | Youth Arena, Rio de Janeiro Affluence : 3 075 Arbitres : Juan Carlos García Hwang In-tae Piotr Pastusiak |
| 13 août 2016 15h30 (UTC−03:00) | Rapport | Score par mi-temps : 20-36, 59-40                                  |                                     |                                            | a2p | Youth Arena, Rio de Janeiro Affluence : 3 075 Arbitres : Juan Carlos García Hwang In-tae Piotr Pastusiak |
| 13 août 2016 15h30 (UTC−03:00) | Rapport | Sanders 23 Sanders 10 Alben 5 Alben 29                             | Points Rebonds Passes d. Évaluation | Iziane 22 Clarissa 12 Iziane 8 Clarissa 25 | a2p | Youth Arena, Rio de Janeiro Affluence : 3 075 Arbitres : Juan Carlos García Hwang In-tae Piotr Pastusiak |

| 13 août 2016 17h45 (UTC−03:00) | Rapport | Japon                                              | 79-71                               | France                                       |  | Youth Arena, Rio de Janeiro Affluence : 3 351 Arbitres : Sreten Radović Carlos Peruga Carlos Júlio |
| 13 août 2016 17h45 (UTC−03:00) | Rapport | Score par quart-temps : 17-19, 23-13, 23-22, 16-17 |                                     |                                              |  | Youth Arena, Rio de Janeiro Affluence : 3 351 Arbitres : Sreten Radović Carlos Peruga Carlos Júlio |
| 13 août 2016 17h45 (UTC−03:00) | Rapport | Score par mi-temps : 40-32, 39-39                  |                                     |                                              |  | Youth Arena, Rio de Janeiro Affluence : 3 351 Arbitres : Sreten Radović Carlos Peruga Carlos Júlio |
| 13 août 2016 17h45 (UTC−03:00) | Rapport | Yoshida 24 Tokashiki 7 Yoshida 7 Yoshida 29        | Points Rebonds Passes d. Évaluation | Époupa, Yacoubou 14 Gruda 9 Gruda 4 Gruda 18 |  | Youth Arena, Rio de Janeiro Affluence : 3 351 Arbitres : Sreten Radović Carlos Peruga Carlos Júlio |

### Groupe B

#### Classement
| Rang | Équipe     | Pts | J | G | P | Pp  | Pc  | Diff |
| ---- | ---------- | --- | - | - | - | --- | --- | ---- |
| 1    | États-Unis | 10  | 5 | 5 | 0 | 520 | 316 | 204  |
| 2    | Espagne    | 9   | 5 | 4 | 1 | 387 | 333 | 54   |
| 3    | Canada     | 8   | 5 | 3 | 2 | 340 | 347 | -7   |
| 4    | Serbie     | 7   | 5 | 2 | 3 | 385 | 406 | -21  |
| 5    | Chine      | 6   | 5 | 1 | 4 | 371 | 428 | -57  |
| 6    | Sénégal    | 5   | 5 | 0 | 5 | 309 | 482 | -173 |

#### Matchs
| 6 août 2016 14h15 (UTC−03:00) | Feuille de match | Chine                                             | 68-90                               | Canada                                   |  | Youth Arena, Rio de Janeiro Arbitres : Juan Carlos González, Carlos Júlio, Anne Panther |
| 6 août 2016 14h15 (UTC−03:00) | Feuille de match | Score par quart-temps : 9-19, 17-18, 20-23, 22-30 |                                     |                                          |  | Youth Arena, Rio de Janeiro Arbitres : Juan Carlos González, Carlos Júlio, Anne Panther |
| 6 août 2016 14h15 (UTC−03:00) | Feuille de match | Score par mi-temps : 26-37, 42-53                 |                                     |                                          |  | Youth Arena, Rio de Janeiro Arbitres : Juan Carlos González, Carlos Júlio, Anne Panther |
| 6 août 2016 14h15 (UTC−03:00) | Feuille de match | Chen N. 13 Sun Mengr. 5 Sun Mengx. 3 Chen N. 12   | Points Rebonds Passes d. Évaluation | Tatham 20 Gaucher 10 Gaucher 7 Tatham 23 |  | Youth Arena, Rio de Janeiro Arbitres : Juan Carlos González, Carlos Júlio, Anne Panther |

| 7 août 2016 12h00 (UTC−03:00) | Feuille de match | États-Unis                                                | 121-56                              | Sénégal                               |  | Youth Arena, Rio de Janeiro Arbitres : Cristiano Maranho, Ahmed Al Bulushi, Nadège Zouzou |
| 7 août 2016 12h00 (UTC−03:00) | Feuille de match | Score par quart-temps : 35-9, 29-12, 30-17, 27-18         |                                     |                                       |  | Youth Arena, Rio de Janeiro Arbitres : Cristiano Maranho, Ahmed Al Bulushi, Nadège Zouzou |
| 7 août 2016 12h00 (UTC−03:00) | Feuille de match | Score par mi-temps : 64-21, 57-35                         |                                     |                                       |  | Youth Arena, Rio de Janeiro Arbitres : Cristiano Maranho, Ahmed Al Bulushi, Nadège Zouzou |
| 7 août 2016 12h00 (UTC−03:00) | Feuille de match | Taurasi 15 Fowles 7 Bird 8 Taurasi, McCoughtry, Griner 18 | Points Rebonds Passes d. Évaluation | Dieng 10 As. Traoré 5 Dieng 4 Dieng 9 |  | Youth Arena, Rio de Janeiro Arbitres : Cristiano Maranho, Ahmed Al Bulushi, Nadège Zouzou |

| 7 août 2016 14h15 (UTC−03:00) | Feuille de match | Serbie                                                | 59-65                               | Espagne                             |  | Youth Arena, Rio de Janeiro Arbitres : Roberto Vázquez, Natalia Cuello, Piotr Pastusiak |
| 7 août 2016 14h15 (UTC−03:00) | Feuille de match | Score par quart-temps : 18-19, 13-12, 13-15, 15-19    |                                     |                                     |  | Youth Arena, Rio de Janeiro Arbitres : Roberto Vázquez, Natalia Cuello, Piotr Pastusiak |
| 7 août 2016 14h15 (UTC−03:00) | Feuille de match | Score par mi-temps : 31-31, 28-34                     |                                     |                                     |  | Youth Arena, Rio de Janeiro Arbitres : Roberto Vázquez, Natalia Cuello, Piotr Pastusiak |
| 7 août 2016 14h15 (UTC−03:00) | Feuille de match | Milovanović 17 Petrović 8 A. Dabović 4 Milovanović 16 | Points Rebonds Passes d. Évaluation | Xargay 15 Ndour 12 Palau 5 Ndour 16 |  | Youth Arena, Rio de Janeiro Arbitres : Roberto Vázquez, Natalia Cuello, Piotr Pastusiak |

| 8 août 2016 12h00 (UTC−03:00) | Feuille de match | Espagne                                            | 63-103                              | États-Unis                             |  | Youth Arena, Rio de Janeiro Arbitres : Chrístos Christodoúlou, Ahmed Al Bulushi, Sreten Radović |
| 8 août 2016 12h00 (UTC−03:00) | Feuille de match | Score par quart-temps : 14-29, 23-25, 14-20, 12-29 |                                     |                                        |  | Youth Arena, Rio de Janeiro Arbitres : Chrístos Christodoúlou, Ahmed Al Bulushi, Sreten Radović |
| 8 août 2016 12h00 (UTC−03:00) | Feuille de match | Score par mi-temps : 37-54, 26-49                  |                                     |                                        |  | Youth Arena, Rio de Janeiro Arbitres : Chrístos Christodoúlou, Ahmed Al Bulushi, Sreten Radović |
| 8 août 2016 12h00 (UTC−03:00) | Feuille de match | Torrens 20 Ndour 8 Domínguez 3 Torrens 14          | Points Rebonds Passes d. Évaluation | Taurasi 13 Charles 6 Bird 5 Charles 19 |  | Youth Arena, Rio de Janeiro Arbitres : Chrístos Christodoúlou, Ahmed Al Bulushi, Sreten Radović |

| 8 août 2016 14h15 (UTC−03:00) | Feuille de match | Canada                                             | 71-67                               | Serbie                                           |  | Youth Arena, Rio de Janeiro Affluence : Robert Lottermoser, Intae Hwang, Vaughan Mayberry |
| 8 août 2016 14h15 (UTC−03:00) | Feuille de match | Score par quart-temps : 21-21, 11-19, 13-17, 26-10 |                                     |                                                  |  | Youth Arena, Rio de Janeiro Affluence : Robert Lottermoser, Intae Hwang, Vaughan Mayberry |
| 8 août 2016 14h15 (UTC−03:00) | Feuille de match | Score par mi-temps : 32-40, 39-27                  |                                     |                                                  |  | Youth Arena, Rio de Janeiro Affluence : Robert Lottermoser, Intae Hwang, Vaughan Mayberry |
| 8 août 2016 14h15 (UTC−03:00) | Feuille de match | Nurse 25 Raincock-Ekunwe 9 Nurse 5 Nurse 24        | Points Rebonds Passes d. Évaluation | Milovanović 19 Page 6 A. Dabović 5 A. Dabović 20 |  | Youth Arena, Rio de Janeiro Affluence : Robert Lottermoser, Intae Hwang, Vaughan Mayberry |

| 8 août 2016 19h45 (UTC−03:00) | Feuille de match | Sénégal                                            | 64-101                              | Chine                                       |  | Youth Arena, Rio de Janeiro Arbitres : Karen Lasuik, Carlos Júlio, Chahinaz Boussetta |
| 8 août 2016 19h45 (UTC−03:00) | Feuille de match | Score par quart-temps : 21-26, 17-21, 15-26, 11-28 |                                     |                                             |  | Youth Arena, Rio de Janeiro Arbitres : Karen Lasuik, Carlos Júlio, Chahinaz Boussetta |
| 8 août 2016 19h45 (UTC−03:00) | Feuille de match | Score par mi-temps : 38-47, 26-54                  |                                     |                                             |  | Youth Arena, Rio de Janeiro Arbitres : Karen Lasuik, Carlos Júlio, Chahinaz Boussetta |
| 8 août 2016 19h45 (UTC−03:00) | Feuille de match | As. Traoré 16 Diarra 8 Dieng 4 Diarra 16           | Points Rebonds Passes d. Évaluation | Shao 17 Lu 7 Zhao 6 Shao, Sun Mengr., Lu 16 |  | Youth Arena, Rio de Janeiro Arbitres : Karen Lasuik, Carlos Júlio, Chahinaz Boussetta |

| 10 août 2016 12h15 (UTC−03:00) | Feuille de match | Chine                                             | 68-89                               | Espagne                                   |  | Youth Arena, Rio de Janeiro Arbitres : Eddie Viator , Leandro Lezcano , Natalia Cuello |
| 10 août 2016 12h15 (UTC−03:00) | Feuille de match | Score par quart-temps : 18-14, 20-27, 21-23, 9-25 |                                     |                                           |  | Youth Arena, Rio de Janeiro Arbitres : Eddie Viator , Leandro Lezcano , Natalia Cuello |
| 10 août 2016 12h15 (UTC−03:00) | Feuille de match | Score par mi-temps : 38-41, 30-48                 |                                     |                                           |  | Youth Arena, Rio de Janeiro Arbitres : Eddie Viator , Leandro Lezcano , Natalia Cuello |
| 10 août 2016 12h15 (UTC−03:00) | Feuille de match | Shao 14 Sun Mengr. 8 Chen X. 6 Sun Mengr. 12      | Points Rebonds Passes d. Évaluation | Torrens 32 Nicholls 10 Palau 7 Torrens 30 |  | Youth Arena, Rio de Janeiro Arbitres : Eddie Viator , Leandro Lezcano , Natalia Cuello |

| 10 août 2016 15h30 (UTC−03:00) | Feuille de match | États-Unis                                         | 110-84                              | Serbie                                                                       |  | Youth Arena, Rio de Janeiro Arbitres : Piotr Pastusiak, Scott Beker, Nadège Zouzou |
| 10 août 2016 15h30 (UTC−03:00) | Feuille de match | Score par quart-temps : 31-21, 25-13, 28-27, 26-23 |                                     |                                                                              |  | Youth Arena, Rio de Janeiro Arbitres : Piotr Pastusiak, Scott Beker, Nadège Zouzou |
| 10 août 2016 15h30 (UTC−03:00) | Feuille de match | Score par mi-temps : 56-34, 54-50                  |                                     |                                                                              |  | Youth Arena, Rio de Janeiro Arbitres : Piotr Pastusiak, Scott Beker, Nadège Zouzou |
| 10 août 2016 15h30 (UTC−03:00) | Feuille de match | Taurasi 25 Charles 8 Taurasi 6 Taurasi 25          | Points Rebonds Passes d. Évaluation | Petrović, Milovanović, Page 15 A. Dabović 5 A. Dabović, M. Dabović 4 Page 14 |  | Youth Arena, Rio de Janeiro Arbitres : Piotr Pastusiak, Scott Beker, Nadège Zouzou |

| 10 août 2016 17h45 (UTC−03:00) | Feuille de match | Sénégal                                            | 58-68                               | Canada                                  |  | Youth Arena, Rio de Janeiro Arbitres : Anne Panther, Carlos Júlio, Ahmed Al-Bulushi |
| 10 août 2016 17h45 (UTC−03:00) | Feuille de match | Score par quart-temps : 10-17, 14-16, 17-22, 17-13 |                                     |                                         |  | Youth Arena, Rio de Janeiro Arbitres : Anne Panther, Carlos Júlio, Ahmed Al-Bulushi |
| 10 août 2016 17h45 (UTC−03:00) | Feuille de match | Score par mi-temps : 24-33, 34-35                  |                                     |                                         |  | Youth Arena, Rio de Janeiro Arbitres : Anne Panther, Carlos Júlio, Ahmed Al-Bulushi |
| 10 août 2016 17h45 (UTC−03:00) | Feuille de match | As. Traoré 24 Diarra 9 Diémé 6 As. Traoré 24       | Points Rebonds Passes d. Évaluation | Nurse 14 Tatham 10 Langlois 6 Tatham 20 |  | Youth Arena, Rio de Janeiro Arbitres : Anne Panther, Carlos Júlio, Ahmed Al-Bulushi |

| 12 août 2016 12h15 (UTC−03:00) | Feuille de match | Serbie                                                | 80-72                               | Chine                                                                       |  | Youth Arena, Rio de Janeiro Arbitres : Chrístos Christodoúlou, Natalia Cuello, Nadège Zouzou |
| 12 août 2016 12h15 (UTC−03:00) | Feuille de match | Score par quart-temps : 24-14, 16-20, 26-9, 14-29     |                                     |                                                                             |  | Youth Arena, Rio de Janeiro Arbitres : Chrístos Christodoúlou, Natalia Cuello, Nadège Zouzou |
| 12 août 2016 12h15 (UTC−03:00) | Feuille de match | Score par mi-temps : 40-34, 40-38                     |                                     |                                                                             |  | Youth Arena, Rio de Janeiro Arbitres : Chrístos Christodoúlou, Natalia Cuello, Nadège Zouzou |
| 12 août 2016 12h15 (UTC−03:00) | Feuille de match | A. Dabović 23 Page, Petrović 8 Petrović 6 Petrović 27 | Points Rebonds Passes d. Évaluation | Sun Mengr. 16 Huang, Sun Mengr. 7 Chen X., Sun Mengr., Zhao 3 Sun Mengr. 18 |  | Youth Arena, Rio de Janeiro Arbitres : Chrístos Christodoúlou, Natalia Cuello, Nadège Zouzou |

| 12 août 2016 15h30 (UTC−03:00) | Feuille de match | Canada                                                | 51-81                               | États-Unis                                |  | Youth Arena, Rio de Janeiro Arbitres : Eddie Viator , Vaughan Mayberry, Ahmed Al-Bulushi |
| 12 août 2016 15h30 (UTC−03:00) | Feuille de match | Score par quart-temps : 16-18, 6-18, 14-24, 15-21     |                                     |                                           |  | Youth Arena, Rio de Janeiro Arbitres : Eddie Viator , Vaughan Mayberry, Ahmed Al-Bulushi |
| 12 août 2016 15h30 (UTC−03:00) | Feuille de match | Score par mi-temps : 22-36, 29-45                     |                                     |                                           |  | Youth Arena, Rio de Janeiro Arbitres : Eddie Viator , Vaughan Mayberry, Ahmed Al-Bulushi |
| 12 août 2016 15h30 (UTC−03:00) | Feuille de match | Ayim 8 Raincock-Ekunwe 8 Langlois, Tatham 3 Gaucher 8 | Points Rebonds Passes d. Évaluation | Taurasi, Moore 12 Moore 8 Bird 9 Moore 19 |  | Youth Arena, Rio de Janeiro Arbitres : Eddie Viator , Vaughan Mayberry, Ahmed Al-Bulushi |

| 12 août 2016 17h45 (UTC−03:00) | Feuille de match | Espagne                                           | 97-43                               | Sénégal                                          |  | Youth Arena, Rio de Janeiro Arbitres : Scott Beker, Leandro Lezcano, Chahinaz Boussetta |
| 12 août 2016 17h45 (UTC−03:00) | Feuille de match | Score par quart-temps : 26-11, 20-8, 25-13, 26-11 |                                     |                                                  |  | Youth Arena, Rio de Janeiro Arbitres : Scott Beker, Leandro Lezcano, Chahinaz Boussetta |
| 12 août 2016 17h45 (UTC−03:00) | Feuille de match | Score par mi-temps : 46-19, 51-24                 |                                     |                                                  |  | Youth Arena, Rio de Janeiro Arbitres : Scott Beker, Leandro Lezcano, Chahinaz Boussetta |
| 12 août 2016 17h45 (UTC−03:00) | Feuille de match | Torrens 14 Nicholls 7 Quatre joueuses 5 Ndour 30  | Points Rebonds Passes d. Évaluation | Sy 16 Diarra 6 As. Traoré, Diouf, Diémé 2 Fall 5 |  | Youth Arena, Rio de Janeiro Arbitres : Scott Beker, Leandro Lezcano, Chahinaz Boussetta |

| 14 août 2016 12h15 (UTC−03:00) | Feuille de match | Chine                                             | 62-105                              | États-Unis                                     |  | Youth Arena, Rio de Janeiro Arbitres : Ferdinand Pascual, Robert Lottermoser, Chahinaz Boussetta |
| 14 août 2016 12h15 (UTC−03:00) | Feuille de match | Score par quart-temps : 9-32, 17-28, 14-18, 22-27 |                                     |                                                |  | Youth Arena, Rio de Janeiro Arbitres : Ferdinand Pascual, Robert Lottermoser, Chahinaz Boussetta |
| 14 août 2016 12h15 (UTC−03:00) | Feuille de match | Score par mi-temps : 26-60, 26-45                 |                                     |                                                |  | Youth Arena, Rio de Janeiro Arbitres : Ferdinand Pascual, Robert Lottermoser, Chahinaz Boussetta |
| 14 août 2016 12h15 (UTC−03:00) | Feuille de match | Sun Mengr. 16 Chen X. 6 Chen X. 6 Chen X. 15      | Points Rebonds Passes d. Évaluation | Charles, Griner 18 Griner 13 Moore 8 Griner 31 |  | Youth Arena, Rio de Janeiro Arbitres : Ferdinand Pascual, Robert Lottermoser, Chahinaz Boussetta |

| 14 août 2016 15h30 (UTC−03:00) | Feuille de match | Sénégal                                            | 88-95                               | Serbie                                      |  | Youth Arena, Rio de Janeiro Arbitres : Eddie Viator , Piotr Pastusiak , Hwang In-tae |
| 14 août 2016 15h30 (UTC−03:00) | Feuille de match | Score par quart-temps : 15-27, 28-28, 23-21, 22-19 |                                     |                                             |  | Youth Arena, Rio de Janeiro Arbitres : Eddie Viator , Piotr Pastusiak , Hwang In-tae |
| 14 août 2016 15h30 (UTC−03:00) | Feuille de match | Score par mi-temps : 43-55, 45-40                  |                                     |                                             |  | Youth Arena, Rio de Janeiro Arbitres : Eddie Viator , Piotr Pastusiak , Hwang In-tae |
| 14 août 2016 15h30 (UTC−03:00) | Feuille de match | As. Traoré 30 As. Traoré 8 Diouf 8 As. Traoré 40   | Points Rebonds Passes d. Évaluation | Petrović 20 Page 8 A. Dabović 8 Petrović 27 |  | Youth Arena, Rio de Janeiro Arbitres : Eddie Viator , Piotr Pastusiak , Hwang In-tae |

| 14 août 2016 17h45 (UTC−03:00) | Feuille de match | Espagne                                            | 73-60                               | Canada                                                               |  | Youth Arena, Rio de Janeiro Arbitres : Cristiano Maranho , Vaughan Mayberry , Natalia Cuello |
| 14 août 2016 17h45 (UTC−03:00) | Feuille de match | Score par quart-temps : 17-16, 16-13, 16-18, 24-13 |                                     |                                                                      |  | Youth Arena, Rio de Janeiro Arbitres : Cristiano Maranho , Vaughan Mayberry , Natalia Cuello |
| 14 août 2016 17h45 (UTC−03:00) | Feuille de match | Score par mi-temps : 33-29, 40-31                  |                                     |                                                                      |  | Youth Arena, Rio de Janeiro Arbitres : Cristiano Maranho , Vaughan Mayberry , Natalia Cuello |
| 14 août 2016 17h45 (UTC−03:00) | Feuille de match | Torrens 20 Nicholls 12 Palau 6 Torrens 19          | Points Rebonds Passes d. Évaluation | Fields 13 Raincock-Ekunwe, Achonwa 7 Nurse, Ayim, Tatham 2 Fields 12 |  | Youth Arena, Rio de Janeiro Arbitres : Cristiano Maranho , Vaughan Mayberry , Natalia Cuello |

## Phase finale
|  | Quarts de finale            | Quarts de finale            |                             |                             | Demi-finales                | Demi-finales                |    |  | Finale                      | Finale                      |
|  | Quarts de finale            | Quarts de finale            |                             |                             | Demi-finales                | Demi-finales                |    |  | Finale                      | Finale                      |
|  |                             |                             |                             |                             |                             |                             |    |  |                             |                             |
|  | 16 août à 11h00 (UTC−03:00) | 16 août à 11h00 (UTC−03:00) |                             |                             | 18 août à 15h00 (UTC−03:00) | 18 août à 15h00 (UTC−03:00) |    |  | 20 août à 15h30 (UTC−03:00) | 20 août à 15h30 (UTC−03:00) |
|  | 16 août à 11h00 (UTC−03:00) | 16 août à 11h00 (UTC−03:00) |                             |                             | 18 août à 15h00 (UTC−03:00) | 18 août à 15h00 (UTC−03:00) |    |  | 20 août à 15h30 (UTC−03:00) | 20 août à 15h30 (UTC−03:00) |
|  | [A1] Australie              | 71                          |                             |                             | 18 août à 15h00 (UTC−03:00) | 18 août à 15h00 (UTC−03:00) |    |  | 20 août à 15h30 (UTC−03:00) | 20 août à 15h30 (UTC−03:00) |
|  | [A1] Australie              | 71                          |                             |                             | 18 août à 15h00 (UTC−03:00) | 18 août à 15h00 (UTC−03:00) |    |  | 20 août à 15h30 (UTC−03:00) | 20 août à 15h30 (UTC−03:00) |
|  | [B4] Serbie                 | 73                          |                             |                             | 18 août à 15h00 (UTC−03:00) | 18 août à 15h00 (UTC−03:00) |    |  | 20 août à 15h30 (UTC−03:00) | 20 août à 15h30 (UTC−03:00) |
|  | [B4] Serbie                 | 73                          | Serbie                      | 54                          |                             |                             |    |  | 20 août à 15h30 (UTC−03:00) | 20 août à 15h30 (UTC−03:00) |
|  | 16 août à 14h30 (UTC−03:00) |                             | Serbie                      | 54                          |                             |                             |    |  | 20 août à 15h30 (UTC−03:00) | 20 août à 15h30 (UTC−03:00) |
|  |                             | Espagne                     | 68                          |                             |                             |                             |    |  | 20 août à 15h30 (UTC−03:00) | 20 août à 15h30 (UTC−03:00) |
|  | [B2] Espagne                | Espagne                     | 68                          | 64                          |                             |                             |    |  | 20 août à 15h30 (UTC−03:00) | 20 août à 15h30 (UTC−03:00) |
|  | [B2] Espagne                |                             |                             | 64                          |                             |                             |    |  | 20 août à 15h30 (UTC−03:00) | 20 août à 15h30 (UTC−03:00) |
|  | [A3] Turquie                | 62                          |                             |                             |                             |                             |    |  | 20 août à 15h30 (UTC−03:00) | 20 août à 15h30 (UTC−03:00) |
|  | [A3] Turquie                | 62                          | Espagne                     | 72                          |                             |                             |    |  |                             |                             |
|  | 16 août à 22h15 (UTC−03:00) |                             | Espagne                     | 72                          |                             |                             |    |  |                             |                             |
|  |                             | États-Unis                  | 101                         |                             |                             |                             |    |  |                             |                             |
|  | [A2] France                 | États-Unis                  | 101                         | 68                          |                             |                             |    |  |                             |                             |
|  | [A2] France                 | 18 août à 19h00 (UTC−03:00) |                             | 68                          |                             |                             |    |  |                             |                             |
|  | [B3] Canada                 | 63                          |                             |                             |                             |                             |    |  |                             |                             |
|  | [B3] Canada                 | 63                          | France                      | 67                          |                             |                             |    |  |                             |                             |
|  | 16 août à 18h45 (UTC−03:00) | 16 août à 18h45 (UTC−03:00) | France                      | 67                          | Match pour la 3e place      | Match pour la 3e place      |    |  |                             |                             |
|  | 16 août à 18h45 (UTC−03:00) | 16 août à 18h45 (UTC−03:00) |                             | États-Unis                  | Match pour la 3e place      | Match pour la 3e place      | 86 |  |                             |                             |
|  | [B1] États-Unis             | 110                         | 20 août à 11h30 (UTC−03:00) | 20 août à 11h30 (UTC−03:00) |                             |                             | 86 |  |                             |                             |
|  | [B1] États-Unis             | 110                         | 20 août à 11h30 (UTC−03:00) | 20 août à 11h30 (UTC−03:00) |                             |                             |    |  |                             |                             |
|  | [A4] Japon                  | 64                          |                             | Serbie                      | 70                          |                             |    |  |                             |                             |
|  | [A4] Japon                  | 64                          |                             | Serbie                      | 70                          |                             |    |  |                             |                             |
|  |                             |                             |                             |                             |                             |                             |    |  | France                      | 63                          |
|  |                             |                             |                             |                             |                             |                             |    |  | France                      | 63                          |

### Quarts de finale

#### Rencontres
| 16 août 2016 11h00 (UTC−03:00) | Feuille de match | Australie                                          | 71-73                               | Serbie                                                                  |  | Carioca Arena 1, Rio de Janeiro Affluence : 5 630 Arbitres : Eddie Viator, Natalia Cuello, Karen Lasuik | France Ô, Canal+ |
| 16 août 2016 11h00 (UTC−03:00) | Feuille de match | Score par quart-temps : 20-20, 17-15, 15-16, 19-22 |                                     |                                                                         |  | Carioca Arena 1, Rio de Janeiro Affluence : 5 630 Arbitres : Eddie Viator, Natalia Cuello, Karen Lasuik | France Ô, Canal+ |
| 16 août 2016 11h00 (UTC−03:00) | Feuille de match | Score par mi-temps : 37-35, 34-38                  |                                     |                                                                         |  | Carioca Arena 1, Rio de Janeiro Affluence : 5 630 Arbitres : Eddie Viator, Natalia Cuello, Karen Lasuik | France Ô, Canal+ |
| 16 août 2016 11h00 (UTC−03:00) | Feuille de match | Cambage 29 Cambage 11 Taylor 9 Cambage 32          | Points Rebonds Passes d. Évaluation | A. Dabović 24 Petrović, Čađo, Butulija, Page 4 Petrović 5 A. Dabović 18 |  | Carioca Arena 1, Rio de Janeiro Affluence : 5 630 Arbitres : Eddie Viator, Natalia Cuello, Karen Lasuik | France Ô, Canal+ |

| 16 août 2016 14h30 (UTC−03:00) | Feuille de match | Espagne                                           | 64-62                               | Turquie                                  |  | Carioca Arena 1, Rio de Janeiro Affluence : 6 565 Arbitres : Cristiano Maranho, Anne Panther, Leandro Lezcano |
| 16 août 2016 14h30 (UTC−03:00) | Feuille de match | Score par quart-temps : 12-17, 17-8, 13-22, 22-15 |                                     |                                          |  | Carioca Arena 1, Rio de Janeiro Affluence : 6 565 Arbitres : Cristiano Maranho, Anne Panther, Leandro Lezcano |
| 16 août 2016 14h30 (UTC−03:00) | Feuille de match | Score par mi-temps : 29-25, 35-37                 |                                     |                                          |  | Carioca Arena 1, Rio de Janeiro Affluence : 6 565 Arbitres : Cristiano Maranho, Anne Panther, Leandro Lezcano |
| 16 août 2016 14h30 (UTC−03:00) | Feuille de match | Cruz 14 Torrens 11 Cruz 6 Ndour 20                | Points Rebonds Passes d. Évaluation | Sanders 22 Sanders 10 Alben 6 Sanders 32 |  | Carioca Arena 1, Rio de Janeiro Affluence : 6 565 Arbitres : Cristiano Maranho, Anne Panther, Leandro Lezcano |

| 16 août 2016 18h45 (UTC−03:00) | Feuille de match | États-Unis                                        | 110-64                              | Japon                                                |  | Carioca Arena 1, Rio de Janeiro Affluence : 7 471 Arbitres : Carlos Peruga, Duan Zhu, Carlos Júlio |
| 16 août 2016 18h45 (UTC−03:00) | Feuille de match | Score par quart-temps : 30-23, 26-23, 25-13, 29-5 |                                     |                                                      |  | Carioca Arena 1, Rio de Janeiro Affluence : 7 471 Arbitres : Carlos Peruga, Duan Zhu, Carlos Júlio |
| 16 août 2016 18h45 (UTC−03:00) | Feuille de match | Score par mi-temps : 56-46, 54-18                 |                                     |                                                      |  | Carioca Arena 1, Rio de Janeiro Affluence : 7 471 Arbitres : Carlos Peruga, Duan Zhu, Carlos Júlio |
| 16 août 2016 18h45 (UTC−03:00) | Feuille de match | Taurasi, Moore 19 Griner 7 Charles 5 Moore 22     | Points Rebonds Passes d. Évaluation | Tokashiki 14 Quatre joueuses 3 Yoshida 8 Kurihara 14 |  | Carioca Arena 1, Rio de Janeiro Affluence : 7 471 Arbitres : Carlos Peruga, Duan Zhu, Carlos Júlio |

| 16 août 2016 22h15 (UTC−03:00) | Feuille de match | France                                             | 68-63                               | Canada                                                           |  | Carioca Arena 1, Rio de Janeiro Affluence : 7 200 Arbitres : Sreten Radović, Vaughan Mayberry, Hwang In-tae | France Ô, Canal+ |
| 16 août 2016 22h15 (UTC−03:00) | Feuille de match | Score par quart-temps : 16-25, 16-12, 18-13, 18-13 |                                     |                                                                  |  | Carioca Arena 1, Rio de Janeiro Affluence : 7 200 Arbitres : Sreten Radović, Vaughan Mayberry, Hwang In-tae | France Ô, Canal+ |
| 16 août 2016 22h15 (UTC−03:00) | Feuille de match | Score par mi-temps : 32-37, 36-26                  |                                     |                                                                  |  | Carioca Arena 1, Rio de Janeiro Affluence : 7 200 Arbitres : Sreten Radović, Vaughan Mayberry, Hwang In-tae | France Ô, Canal+ |
| 16 août 2016 22h15 (UTC−03:00) | Feuille de match | Gruda 14 Gruda 10 Époupa 6 Gruda 15                | Points Rebonds Passes d. Évaluation | Gaucher 15 Gaucher, Raincock-Ekunwe, Tatham 5 Tatham 4 Tatham 16 |  | Carioca Arena 1, Rio de Janeiro Affluence : 7 200 Arbitres : Sreten Radović, Vaughan Mayberry, Hwang In-tae | France Ô, Canal+ |

### Demi-finales

#### Rencontres
| 18 août 2016 15h00 (UTC−03:00) | Feuille de match | Serbie                                                      | 54-68                               | Espagne                                           |  | Carioca Arena 1, Rio de Janeiro Affluence : 8 818 Arbitres : Damir Javor, Scott Beker, Anne Panther | France Ô, Canal+ |
| 18 août 2016 15h00 (UTC−03:00) | Feuille de match | Score par quart-temps : 9-20, 19-13, 10-20, 16-15           |                                     |                                                   |  | Carioca Arena 1, Rio de Janeiro Affluence : 8 818 Arbitres : Damir Javor, Scott Beker, Anne Panther | France Ô, Canal+ |
| 18 août 2016 15h00 (UTC−03:00) | Feuille de match | Score par mi-temps : 28-33, 26-35                           |                                     |                                                   |  | Carioca Arena 1, Rio de Janeiro Affluence : 8 818 Arbitres : Damir Javor, Scott Beker, Anne Panther | France Ô, Canal+ |
| 18 août 2016 15h00 (UTC−03:00) | Feuille de match | Petrović, Čađo 12 Petrović, Page 7 Butulija 3 Čađo, Page 11 | Points Rebonds Passes d. Évaluation | Torrens, Ndour 14 Nicholls 12 Palau 7 Nicholls 23 |  | Carioca Arena 1, Rio de Janeiro Affluence : 8 818 Arbitres : Damir Javor, Scott Beker, Anne Panther | France Ô, Canal+ |

| 18 août 2016 19h00 (UTC−03:00) | Feuille de match | France                                                             | 67-86                               | États-Unis                               |  | Carioca Arena 1, Rio de Janeiro Affluence : 8 431 Arbitres : Ferdinand Pascual, Karen Lasuik, Zhu Duan | France Ô, Canal+ |
| 18 août 2016 19h00 (UTC−03:00) | Feuille de match | Score par quart-temps : 15-19, 21-21, 8-25, 23-21                  |                                     |                                          |  | Carioca Arena 1, Rio de Janeiro Affluence : 8 431 Arbitres : Ferdinand Pascual, Karen Lasuik, Zhu Duan | France Ô, Canal+ |
| 18 août 2016 19h00 (UTC−03:00) | Feuille de match | Score par mi-temps : 36-40, 31-46                                  |                                     |                                          |  | Carioca Arena 1, Rio de Janeiro Affluence : 8 431 Arbitres : Ferdinand Pascual, Karen Lasuik, Zhu Duan | France Ô, Canal+ |
| 18 août 2016 19h00 (UTC−03:00) | Feuille de match | Yacoubou 14 Gruda 6 Michel, Skrela, Bouderra, Époupa 3 Yacoubou 15 | Points Rebonds Passes d. Évaluation | Taurasi 18 Fowles 9 Taurasi 4 Taurasi 20 |  | Carioca Arena 1, Rio de Janeiro Affluence : 8 431 Arbitres : Ferdinand Pascual, Karen Lasuik, Zhu Duan | France Ô, Canal+ |

### Match pour la médaille de bronze
| 20 août 2016 11h30 (UTC−03:00) | Feuille de match | France                                            | 63-70                               | Serbie                                  |  | Carioca Arena 1, Rio de Janeiro Arbitres : Carlos Peruga, Natalia Cuello, Anne Panther |
| 20 août 2016 11h30 (UTC−03:00) | Feuille de match | Score par quart-temps : 10-18, 17-9, 15-28, 21-15 |                                     |                                         |  | Carioca Arena 1, Rio de Janeiro Arbitres : Carlos Peruga, Natalia Cuello, Anne Panther |
| 20 août 2016 11h30 (UTC−03:00) | Feuille de match | Score par mi-temps : 27-27, 36-43                 |                                     |                                         |  | Carioca Arena 1, Rio de Janeiro Arbitres : Carlos Peruga, Natalia Cuello, Anne Panther |
| 20 août 2016 11h30 (UTC−03:00) | Feuille de match | Miyem 18 Yacoubou 10 Époupa 4 Miyem 19            | Points Rebonds Passes d. Évaluation | Milovanović 18 Page 8 Dabović 5 Page 19 |  | Carioca Arena 1, Rio de Janeiro Arbitres : Carlos Peruga, Natalia Cuello, Anne Panther |

### Finale

#### Fiche du match
| 20 août 2016 15 h 30 (UTC−03:00) | Rapport | États-Unis                                         | 101-72                              | Espagne                                   |  | Carioca Arena 1, Rio de Janeiro Arbitres : Eddie Viator Intae Hwang Piotr Pastusiak |
| 20 août 2016 15 h 30 (UTC−03:00) | Rapport | Score par quart-temps : 21-17, 28-15, 32-17, 20-23 |                                     |                                           |  | Carioca Arena 1, Rio de Janeiro Arbitres : Eddie Viator Intae Hwang Piotr Pastusiak |
| 20 août 2016 15 h 30 (UTC−03:00) | Rapport | Score par mi-temps : 49-32, 52-40                  |                                     |                                           |  | Carioca Arena 1, Rio de Janeiro Arbitres : Eddie Viator Intae Hwang Piotr Pastusiak |
| 20 août 2016 15 h 30 (UTC−03:00) | Rapport | Taurasi 17 Charles 7 Whalen 6 Moore 20             | Points Rebonds Passes d. Évaluation | Torrens 18 Torrens 5 Torrens 4 Torrens 18 |  | Carioca Arena 1, Rio de Janeiro Arbitres : Eddie Viator Intae Hwang Piotr Pastusiak |

#### Équipes
| - 4 - Lindsay Whalen (20 min 04 - 17 pts)     |
| - 5 - Seimone Augustus (17 min 14 - 6 pts)    |
| - 6 - Sue Bird (16 min 56 - 3 pts)            |
| - 7 - Maya Moore (17 min 35 - 14 pts)         |
| - 8 - Angel McCoughtry (16 min 08 - 8 pts)    |
| - 9 - Breanna Stewart (11 min 13 - 11 pts)    |
| - 10 - Tamika Catchings (6 min 33 - 0 pts)    |
| - 11 - Elena Delle Donne (16 min 05 - 10 pts) |
| - 12 - Diana Taurasi (26 min 17 - 17 pts)     |
| - 13 - Sylvia Fowles (14 min 01 - 3 pts)      |
| - 14 - Tina Charles (25 min 22 - 8 pts)       |
| - 15 - Brittney Griner (12 min 32 - 4 pts)    |
| Entraîneur :                                  |
| - Geno Auriemma                               |
| Entraîneurs-adjoints :                        |
| - Cheryl Reeve                                |
| - Dawn Staley                                 |

| - 2 - Leticia Romero (3 min 51 - 0 pts)    |
| - 4 - Laura Nicholls (26 min 49 - 4 pts)   |
| - 6 - Silvia Domínguez (15 min 20 - 11 pt) |
| - 7 - Alba Torrens (35 min 20 - 18 pts)    |
| - 9 - Laia Palau (17 min 36 - 7 pts)       |
| - 10 - Marta Xargay (24 min 25 - 12 pts)   |
| - 11 - Leonor Rodríguez (3 min 22 - 0 pt)  |
| - 13 - Lucila Pascua (7 min 57 - 0 pts)    |
| - 15 - Anna Cruz (26 min 53 - 9 pt)        |
| - 19 - Laura Quevedo (0 min 0 - 0 pt)      |
| - 24 - Laura Gil (13 min 56 - 0 pts)       |
| - 45 - Astou Ndour (24 min 31 - 11 pt)     |
| Entraîneur :                               |
| - Lucas Mondelo                            |
| Entraîneurs-adjoints :                     |
| - Víctor Lapeña                            |
| - Isabel Sánchez                           |

Avec ce nouveau titre, Sue Bird, Diana Taurasi et Tamika Catchings décrochent leur quatrième médaille d'or et égalent le record absolu de titres en basket-ball (hommes et femmes confondus) détenu par les Américaines Teresa Edwards (1984, 1988, 1996 et 2000, avec en plus une médaille de bronze en 1992) et Lisa Leslie (1996, 2000, 2004 et 2008). Quant à l'équipe des États-Unis, elle décroche son huitième titre (et sa dixième médaille) en dix participations (en 1980, les Américains ont boycotté les Jeux de Moscou)

## Statistiques et récompenses

### Statistiques
| Nom                   | Total | Moyenne |
| --------------------- | ----- | ------- |
| Liz Cambage           | 141   | 23,5    |
| Lara Sanders          | 132   | 22,0    |
| Ramu Tokashiki        | 102   | 17,0    |
| Damiris Dantas        | 84    | 16,8    |
| Alba Torrens          | 131   | 16,4    |
| Nevriye Yılmaz        | 98    | 16,3    |
| Iziane Castro Marques | 79    | 15,8    |
| Diana Taurasi         | 125   | 15,6    |
| Jelena Milovanović    | 124   | 15,5    |
| Astou Traoré          | 77    | 15,4    |

| Nom                    | Ro | Rd | Total | Moyenne |
| ---------------------- | -- | -- | ----- | ------- |
| Clarissa dos Santos    | 24 | 38 | 62    | 12,4    |
| Liz Cambage            | 16 | 46 | 62    | 10,3    |
| Alena Lewtchanka       | 6  | 39 | 45    | 9,0     |
| Astou Ndour            | 22 | 44 | 66    | 8,3     |
| Lara Sanders           | 10 | 39 | 49    | 8,2     |
| Laura Nicholls         | 24 | 38 | 62    | 7,8     |
| Damiris Dantas         | 8  | 30 | 38    | 7,6     |
| Anastasiya Verameyenka | 7  | 28 | 35    | 7,0     |
| Érika de Souza         | 11 | 21 | 32    | 6,4     |
| Ramu Tokashiki         | 7  | 31 | 38    | 6,3     |

| Nom                  | Total | Moyenne |
| -------------------- | ----- | ------- |
| Asami Yoshida        | 52    | 8,7     |
| Penny Taylor         | 33    | 5,5     |
| Lindsey Harding      | 35    | 5,0     |
| Adriana Moisés Pinto | 35    | 5,0     |
| Laia Palau           | 37    | 4,6     |
| Leilani Mitchell     | 27    | 4,5     |
| Birsel Vardarlı      | 27    | 4,5     |
| Sue Bird             | 31    | 4,4     |
| Olivia Époupa        | 35    | 4,4     |
| Maya Moore           | 34    | 4,3     |

| Nom                 | Total | Moyenne |
| ------------------- | ----- | ------- |
| Olivia Époupa       | 23    | 2,9     |
| Işıl Alben          | 15    | 2,5     |
| Asami Yoshida       | 15    | 2,5     |
| Lara Sanders        | 14    | 2,3     |
| Damiris Dantas      | 11    | 2,2     |
| Astou Traoré        | 11    | 2,2     |
| Penny Taylor        | 16    | 2,0     |
| Maya Moore          | 12    | 2,0     |
| Clarissa dos Santos | 10    | 2,0     |
| Tamara Tatham       | 11    | 1,8     |

| Nom                    | Total | Moyenne |
| ---------------------- | ----- | ------- |
| Astou Ndour            | 17    | 2,1     |
| Danielle Page          | 13    | 1,6     |
| Lara Sanders           | 9     | 1,5     |
| Anastasiya Verameyenka | 7     | 1,4     |
| Brittney Griner        | 11    | 1,4     |
| Liz Cambage            | 6     | 1,0     |
| Marianna Tolo          | 6     | 1,0     |
| Ramu Tokashiki         | 5     | 0,8     |
| Maïmouna Diarra        | 4     | 0,8     |
| Sijing Huang           | 4     | 0,8     |
| Katsiaryna Snytsina    | 4     | 0,8     |
| Érika de Souza         | 4     | 0,8     |
| Oumou Touré            | 4     | 0,8     |

| Nom                   | Total | Moyenne |
| --------------------- | ----- | ------- |
| Iziane Castro Marques | 25    | 5,0     |
| Alena Lewtchanka      | 23    | 4,6     |
| Alba Torrens          | 32    | 4,0     |
| Asami Yoshida         | 24    | 4,0     |
| Mame-Marie Sy-Diop    | 18    | 3,6     |
| Clarissa dos Santos   | 15    | 3,0     |
| Astou Traoré          | 15    | 3,0     |
| Penny Taylor          | 17    | 2,8     |
| Damiris Dantas        | 14    | 2,8     |
| Lindsey Harding       | 14    | 2,8     |

Les meilleures performances réalisées sur un match sont de 37 points par l'Australienne Liz Cambage à 16 tirs réussis sur 22 contre le Japon le 11 août, 16 rebonds par la Brésilienne Clarissa dos Santoscontre le Japon le 8 août, 11 passes décisives par la Japonaise Asami Yoshida à deux reprises contre le Brésil le 8 août puis l'Australie le 11 août
, 8 interceptions par la Turque Işıl Alben contre le Brésil le 13 août et 4 contres à deux reprises par l'Espagnole Astou Ndour contre le Canada le 14 août puis contre les États-Unis le 20 août, ainsi que par la Serbe Danielle Page contre le Canada le 8 août puis la Turque Lara Sanders contre le Brésil le 13 août.
| Total | Nom          | Rencontre  | Rencontre | Détail | Détail | Détail |
| Total | Nom          | Adversaire | Score     | 2 pts  | 3 pts  | LF     |
| ----- | ------------ | ---------- | --------- | ------ | ------ | ------ |
| 37    | Liz Cambage  | Japon      | 92-86     | 16/22  | -      | 5/6    |
| 36    | Lara Sanders | Japon      | 76-62     | 14/18  | -      | 8/9    |
| 32    | Alba Torrens | Chine      | 89-68     | 14/21  | 1/4    | 1/2    |
| 31    | Penny Taylor | France     | 89-71     | 7/8    | 3/5    | 8/8    |
| 30    | Astou Traoré | Serbie     | 88-95     | 6/8    | 2/3    | 12/12  |

| 16 | Clarissa dos Santos | Japon     | 66-82  |
| 14 | Liz Cambage         | Brésil    | 84-66  |
| 13 | Brittney Griner     | Chine     | 105-62 |
| 13 | Alena Lewtchanka    | France    | 72-73  |
| 13 | Clarissa dos Santos | Australie | 66-84  |

| Total | Nom           | Rencontre  | Rencontre |
| Total | Nom           | Adversaire | Score     |
| ----- | ------------- | ---------- | --------- |
| 11    | Asami Yoshida | Brésil     | 82-66     |
| 11    | Asami Yoshida | Australie  | 86-92     |
| 9     | Sue Bird      | Canada     | 81-51     |
| 9     | Penny Taylor  | France     | 89-71     |
| 9     | Penny Taylor  | Serbie     | 71-73     |

| Total | Nom            | Rencontre  | Rencontre |
| Total | Nom            | Adversaire | Score     |
| ----- | -------------- | ---------- | --------- |
| 8     | Işıl Alben     | Brésil     | 79-76     |
| 7     | Olivia Époupa  | Australie  | 71-89     |
| 6     | Milica Dabović | États-Unis | 84-110    |
| 5     | Alba Torrens   | États-Unis | 72-101    |
| 4     | 16 fois        | -          | -         |

| Total | Nom           | Rencontre  | Rencontre |
| Total | Nom           | Adversaire | Score     |
| ----- | ------------- | ---------- | --------- |
| 4     | Astou Ndour   | Canada     | 73-60     |
| 4     | Astou Ndour   | États-Unis | 72-101    |
| 4     | Danielle Page | Canada     | 67-71     |
| 4     | Lara Sanders  | Brésil     | 7976      |
| 3     | 10 fois       | -          | -         |

### Classements
| Rang | Équipe      | J | V | D | PP  | PC  | Diff |                               |
| ---- | ----------- | - | - | - | --- | --- | ---- | ----------------------------- |
| 1    | États-Unis  | 8 | 8 | 0 | 817 | 518 | +298 | Vainqueur de la finale        |
| 2    | Espagne     | 8 | 6 | 2 | 591 | 550 | +41  | Perdant de la finale          |
| 3    | Serbie      | 8 | 4 | 4 | 582 | 608 | -26  | Vainqueur de la petite finale |
| 4    | France      | 8 | 4 | 4 | 542 | 562 | -20  | Perdant de la petite finale   |
| 5    | Australie   | 6 | 5 | 1 | 471 | 418 | +53  | Éliminé en quart de finale    |
| 6    | Turquie     | 6 | 3 | 3 | 386 | 389 | –3   | Éliminé en quart de finale    |
| 7    | Canada      | 6 | 3 | 3 | 403 | 415 | –12  | Éliminé en quart de finale    |
| 8    | Japon       | 6 | 3 | 3 | 450 | 488 | –38  | Éliminé en quart de finale    |
| 9    | Biélorussie | 5 | 1 | 4 | 347 | 361 | –14  | 5e de groupe                  |
| 10   | Chine       | 5 | 1 | 4 | 371 | 428 | –57  | 5e de groupe                  |
| 11   | Brésil      | 5 | 0 | 5 | 335 | 384 | –49  | 6e de groupe                  |
| 12   | Sénégal     | 5 | 0 | 5 | 309 | 482 | –173 | 6e de groupe                  |

## Couverture médiatique et affluence

### Couverture médiatique
La charte olympique stipule que « Le CIO prend toutes les mesures nécessaires afin d'assurer aux Jeux olympiques la couverture la plus complète par les différents moyens de communication et d'information ainsi que l'audience la plus large possible dans le monde ». De plus la retransmission des Jeux olympiques est le moteur principal du financement du Mouvement olympique et des Jeux olympiques, de la croissance de sa popularité mondiale, ainsi que de la représentation mondiale et de la promotion des Jeux olympiques et des valeurs olympiques.